# Santa Maria do Cambucá
Santa Maria do Cambucá este un oraș în Pernambuco (PE), Brazilia.